# Insurrection
Pour les articles homonymes, voir Insurrection (homonymie).

Le mouvement du 28 juillet 1830 en France peut être qualifié d'insurrectionnel.(Tableau La Liberté guidant le peuple, d'Eugène Delacroix)

Une insurrection est un soulèvement armé ou une révolte contre le pouvoir en place. Les personnes agissant au nom d'une insurrection sont des insurgés. Un mouvement insurrectionnel qualifie une action de grande ampleur frappant un pays ou une collectivité.
De nombreux mouvements insurrectionnels ont marqué l'histoire de nombreux pays, dont notamment la France et d'autres nations européennes et ont pu aboutir, dans certains cas, à des révolutions et des changements de régimes politiques. D'autres mouvements de même nature ont cependant échoué et ont souvent été lourdement réprimés par le pouvoir en place.

## Étymologie et définition
L'origine de ce mot provient du latin insurrectio, signifiant « action de s'élever ».
Selon le CNTRL, une insurrection correspond à l'action de s'insurger, de « se soulever contre un pouvoir politique établi en recourant à la violence armée ». Selon ce même site un mouvement peut être qualifié « d'insurrectionnel » quand il est de grande ampleur.
Le site du dictionnaire Larousse définit ce mot par une « opposition vivement exprimée » ainsi que par l'« action de se soulever contre le pouvoir établi ».

## Cadre légal

### En France
La déclaration des droits de l'homme et du citoyen de 1789 énonce en son article 2 le droit de résistance à l'oppression parmi les quatre « droits naturels et imprescriptibles de l'homme ».
La déclaration des droits de l'homme et du citoyen de 1793 énonce en son article 35 : « Quand le gouvernement viole les droits du peuple, l’insurrection est, pour le peuple et pour chaque portion du peuple, le plus sacré des droits et le plus indispensable des devoirs. »
En revanche, la déclaration des droits et des devoirs de l'homme et du citoyen de 1795 n'intègre plus cette notion, jugée trop favorable aux sans-culottes durant la Terreur.
Au XXIe siècle, l’insurrection, en France, est définie par l'article 412-3 du code pénal : « Constitue un mouvement insurrectionnel toute violence collective de nature à mettre en péril les institutions de la République ou à porter atteinte à l'intégrité du territoire national. » Le fait de participer à l'insurrection est un crime réprimé par l'article 412-4 du code pénal.

### Aux États-Unis
Dans ce pays, l'Insurrection Act de 1807 autorise le président des États-Unis à déployer l'armée américaine sur le territoire des États-Unis pour mettre un terme aux troubles civils, à l'insurrection et à la rébellion.

## Exemples d'insurrections
| - La révolte des Saxons contre Charlemagne entre 782 et 785 (Empire carolingien) - La Grande Jacquerie de 1358 (royaume de France) - La journée des barricades de 1588 (royaume de France) - La Fronde entre 1648 et 1653 (royaume de France) - La révolte des Lustucru en 1662 (royaume de France) - L'insurrection des Camisards entre 1702 et 1715 (royaume de France) - La prise de la Bastille en 1789 (royaume de France) - Les insurrections fédéralistes en 1793 (France) - La Chouannerie et les Guerres de Vendée entre 1792 et 1800 (France) - Le Soulèvement de Takovo du 23 avril 1815 (Empire ottoman) - La rébellion des officiers de Cadix en 1820 (Espagne) - Les insurrections milanaises et napolitaines de 1820-1821 (royaume de Naples) - La révolte des canuts en 1831 et 1834 (France) - L'insurrection de Paris en 1832 (France) - Les journées de juin en 1848 (France) - L'insurrection de Vienne en 1848 (Empire austro-hongrois) | - La Commune de Paris de mars à mai 1871 (France) - La Guerre Brooks–Baxter en avril 1874 (États-Unis) - La Guerre du comté de Lincoln en octobre 1879 (États-Unis) - La Guerre des champs de charbon du Colorado (en) en avril 1914 (États-Unis) - La guerre d'indépendance irlandaise (1919-1920) (Royaume-Uni) - Le soulèvement de la Ruhr de mars avril 1920 (Allemagne) - L'insurrection de Hambourg du 23 octobre 1923 (Allemagne) - La Guerre des Cristeros entre 1926 et 1929 (Mexique) - L'insurrection de Varsovie du 1er août au 2 octobre 1944 (Pologne occupée) - La libération de Paris en août 1944 (France occupée) - L'insurrection de Budapest en 1956 (Hongrie) - L’insurrection d'indépendance algérienne en 1954 (départements français d'Algérie) - Les émeutes insurrectionnelles de 1992 à Los Angeles (États-Unis) - L'insurrection du Capitole en janvier 2021 (États-Unis) |

Quelques illustrations et photos d'insurrections célèbres
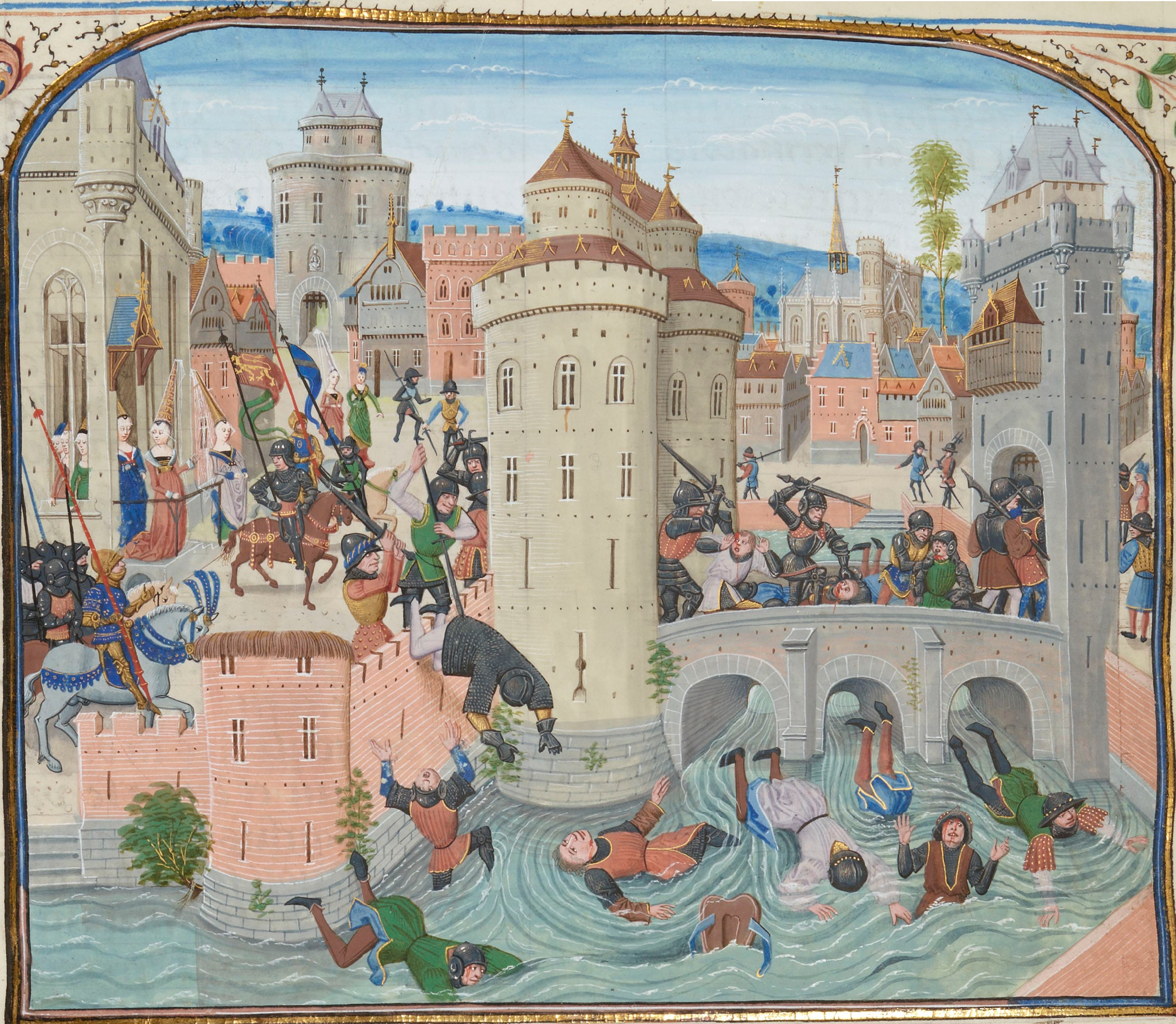
Jacquerie à Meaux, en 1358
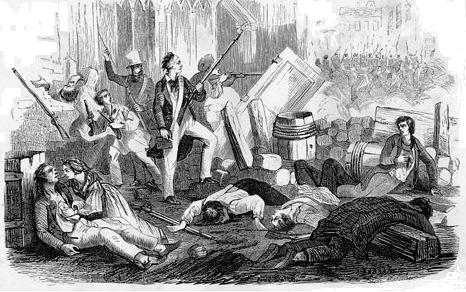
insurrection parisienne de Juin 1832
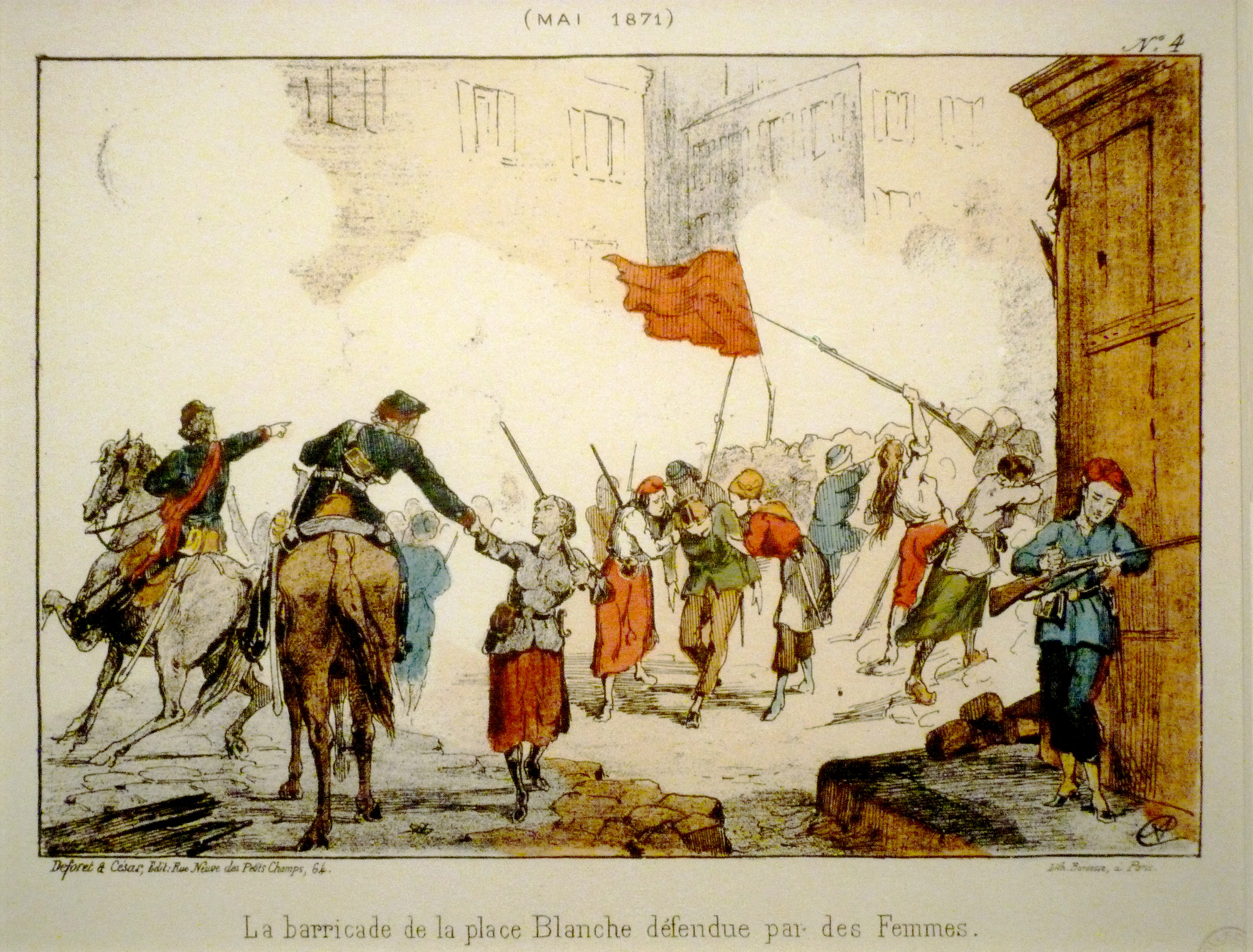
Commune insurrectionnelle de Paris (1871)
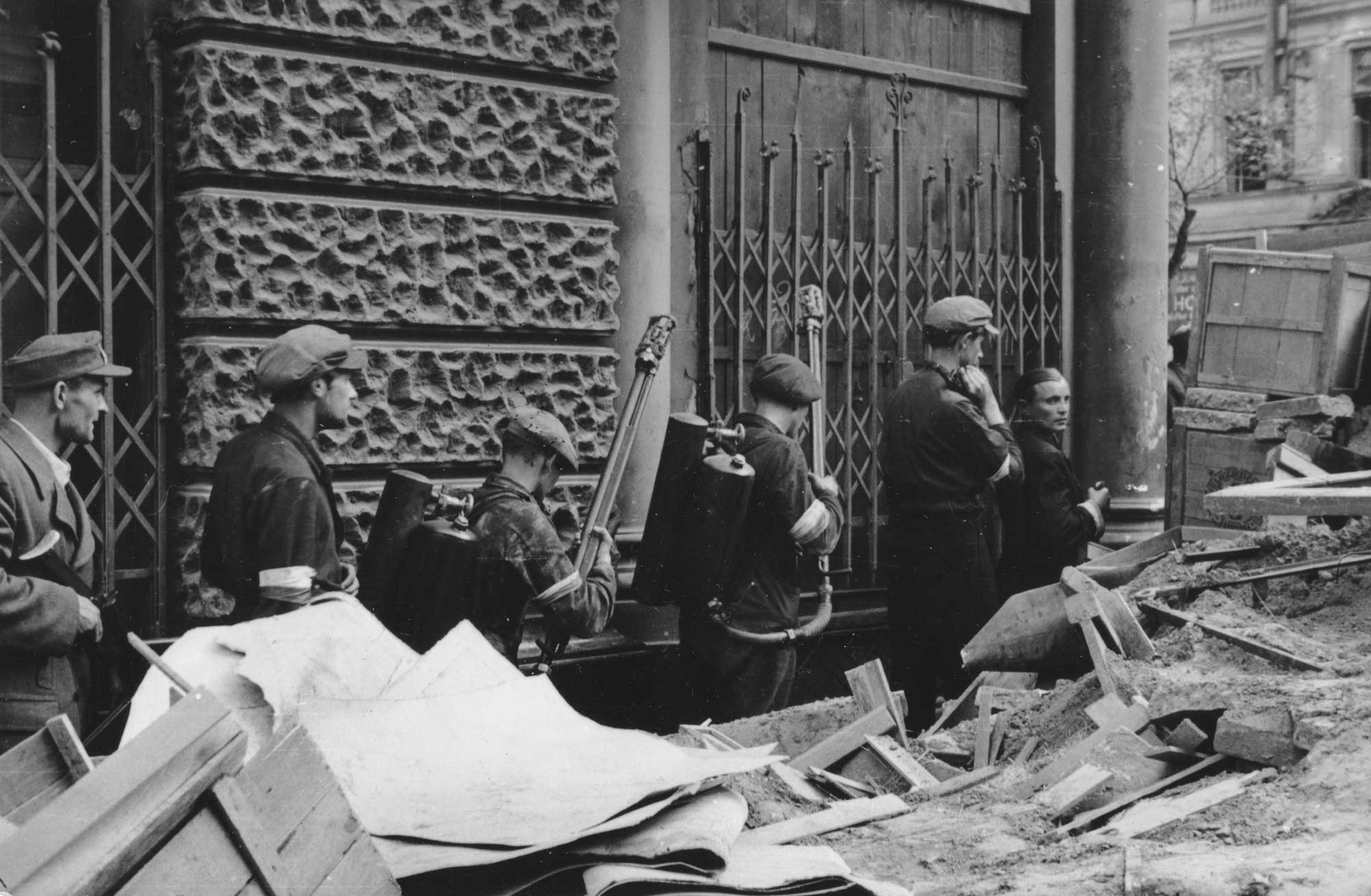
Insurrection de Varsovie en août 1944
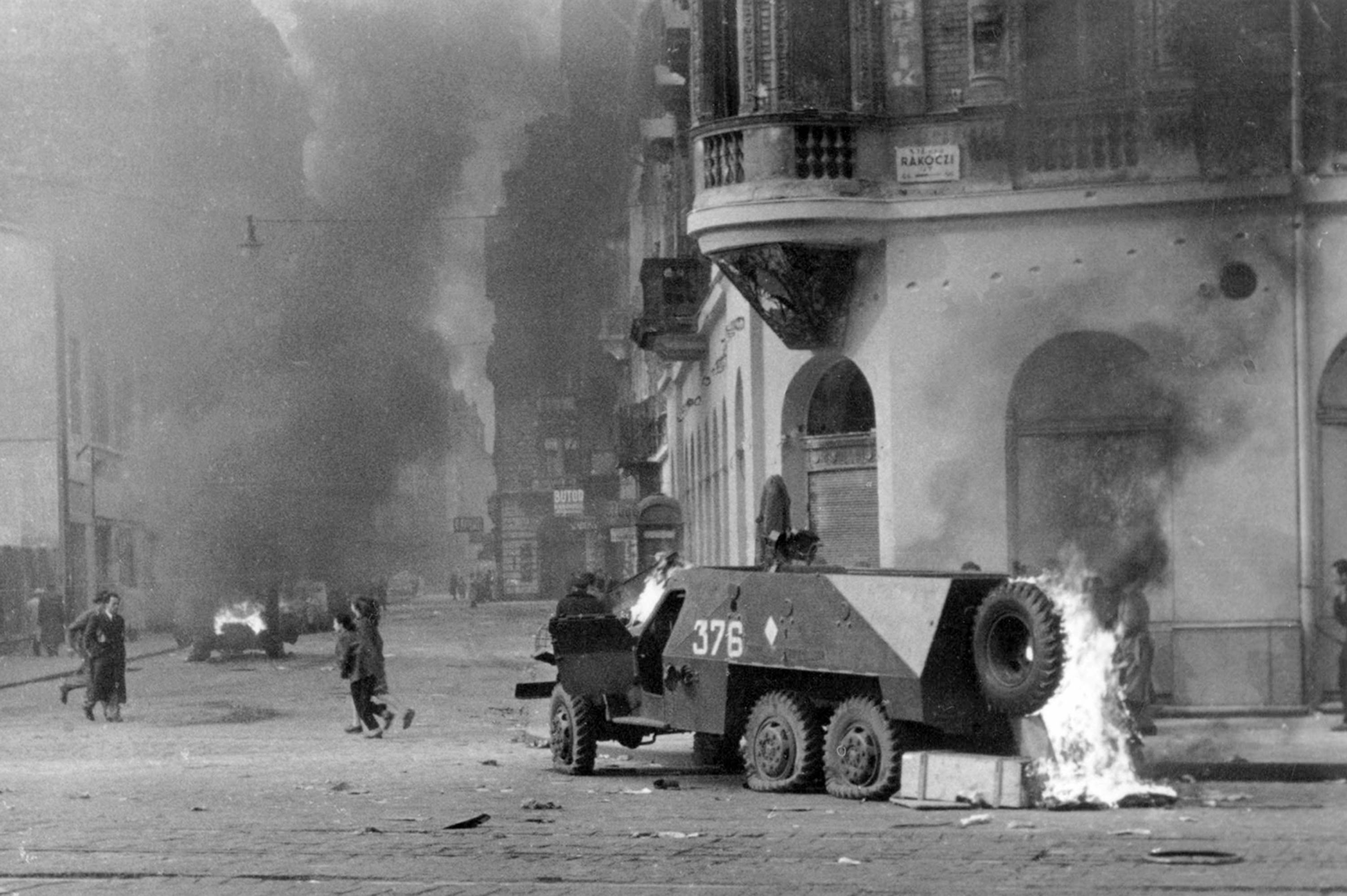
Insurrection de Budapest en novembre 1956